# Градостроительный кодекс Российской Федерации
Градостроительный кодекс Российской Федерации (ГрК РФ) — кодифицированный нормативный правовой акт, регулирующий градостроительные и отдельные связанные с ними отношения на территории Российской Федерации.

## Предмет правового регулирования Градостроительного кодекса Российской Федерации
Предмет правового регулирования определяется ст. 1 и ст. 4 ГрК РФ.
1. Градостроительные отношения — отношения, связанные с градостроительной деятельностью, то есть с деятельностью по развитию территорий, в том числе городов и иных поселений, осуществляемой в виде:
 — территориального планирования,
 — градостроительного зонирования,
 — планировки территории,
 — архитектурно-строительного проектирования, в том числе инженерных изысканий,
 — строительства объектов капитального строительства,
 — капитального ремонта, при проведении которого затрагиваются конструктивные и другие характеристики надежности и безопасности объектов капитального строительства,
 — реконструкции объектов капитального строительства,
 — эксплуатации зданий, сооружений (в ред. Федерального закона от 28.11.2011 № 337-ФЗ);
 — благоустройства территорий (в ред. Федерального закона от 29.12.2017 № 463-ФЗ);
2. Отношения, связанные с:
 — принятием мер по обеспечению безопасности строительства, эксплуатации зданий, сооружений,
 — предупреждению чрезвычайных ситуаций природного и техногенного характера,
 — ликвидации их последствий
 — при осуществлении градостроительной деятельности, если такие отношения не урегулированы специальными законами;
3. Прямо указанные в ГрК РФ отношения, связанные с:
 — приобретением статуса СРО,
 — прекращением статуса СРО,
 — определением правового положения СРО,
 — осуществлением деятельности СРО,
 — установлением порядка осуществления СРО контроля за деятельностью своих членов,
 — применением СРО мер дисциплинарного воздействия к своим членам,
 — порядка осуществления государственного контроля (надзора) за деятельностью СРО;
4. Отношения, связанные с созданием искусственных земельных участков.
5. Отношения, связанные со сбором и обработкой информации, необходимой для определения сметной стоимости строительства.

## Предшествующие законы
- Федеральный закон от 07.05.1998 № 73-ФЗ «Градостроительный кодекс Российской Федерации»
- Закон Российской Федерации от 14.07.1992 № 3295-1 «Об основах градостроительства в Российской Федерации»

## Структура Градостроительного кодекса Российской Федерации
Градостроительный кодекс Российской Федерации в редакции от 18.06.2017 содержит следующие главы:
Глава 1. Общие положения
Глава 2. Полномочия органов государственной власти Российской Федерации, органов государственной власти субъектов Российской Федерации, органов местного самоуправления в области градостроительной деятельности
Глава 2.1. Ценообразование и сметное нормирование в области градостроительной деятельности, федеральный реестр сметных нормативов (введена Федеральным законом от 03.07.2016 № 369-ФЗ)
Глава 3. Территориальное планирование
Глава 3.1. Нормативы градостроительного проектирования (введена Федеральным законом от 05.05.2014 № 131-ФЗ)
Глава 4. Градостроительное зонирование
Глава 5. Планировка территории
Глава 6. Архитектурно-строительное проектирование, строительство, реконструкция объектов капитального строительства
Глава 6.1. Саморегулирование в области инженерных изысканий, архитектурно-строительного проектирования, строительства, реконструкции, капитального ремонта объектов капитального строительства (введена Федеральным законом от 22.07.2008 № 148-ФЗ)
Глава 6.2. Эксплуатация зданий, сооружений (введена Федеральным законом от 28.11.2011 № 337-ФЗ)
Глава 6.3. Освоение территорий в целях строительства и эксплуатации наемных домов (введена Федеральным законом от 21.07.2014 № 217-ФЗ)
Глава 6.4. Снос объектов капитального строительства (введена Федеральным законом от 03.08.2018 № 340-ФЗ)
Глава 7. Информационное обеспечение градостроительной деятельности
Глава 8. Ответственность за нарушение законодательства о градостроительной деятельности
Глава 9. Особенности осуществления градостроительной деятельности в субъектах Российской Федерации — городах федерального значения Москве, Санкт-Петербурге и Севастополе

## Содержание отдельных глав Градостроительного кодекса Российской Федерации

### Территориальное планирование
Территориальное планирование (п. 2 ст. 1 ГрК РФ в ред. ФЗ от 20.03.2011 № 41-ФЗ) — планирование развития территорий, в том числе для:
- установления функциональных зон,
- определения планируемого размещения:
  - объектов федерального значения,
  - объектов регионального значения,
  - объектов местного значения.

В соотв. с ч. 1 ст. 9 ГрК РФ территориальное планирование направлено на определение в документах территориального планирования назначения территорий исходя из совокупности социальных, экономических, экологических и иных факторов в целях обеспечения устойчивого развития территорий, развития инженерной, транспортной и социальной инфраструктур, обеспечения учета интересов граждан и их объединений, РФ, субъектов РФ, муниципальных образований.
Ч. 1 ст. 9 ГрК РФ предусматривает следующие документы территориального планирования:
- Схемы территориального планирования РФ;
- Схемы территориального планирования субъектов РФ;
- Схемы территориального планирования муниципальных образований:
  - Схемы территориального планирования муниципальных районов,
  - Генеральные планы городских и сельских поселений,
  - Генеральные планы городских округов.

С 1 сентября 2011 г. вступила в силу ст. 57.1 ГрК РФ, предусматривающая создание Федеральной государственной информационной системы территориального планирования, которая определяется как информационно-аналитическая система, обеспечивающая доступ к сведениям, содержащимся в государственных информационных ресурсах, государственных и муниципальных информационных системах, в том числе в информационных системах обеспечения градостроительной деятельности, и необходимым для обеспечения деятельности органов государственной власти и органов местного самоуправления в области территориального планирования.

### Градостроительное зонирование
Градостроительное зонирование (п. 6 ст. 1 ГрК РФ) — зонирование территорий муниципальных образований в целях определения территориальных зон и установления градостроительных регламентов.
Правила землепользования и застройки — документ градостроительного зонирования, который утверждается нормативными правовыми актами ОМСУ, нормативными правовыми актами органов государственной власти субъектов РФ — городов федерального значения Москвы и Санкт-Петербурга и в котором устанавливаются территориальные зоны, градостроительные регламенты, порядок применения такого документа и порядок внесения в него изменений (п. 8 ст. 1 ГрК РФ).
Территориальные зоны — зоны, для которых в правилах землепользования и застройки определены границы и установлены градостроительные регламенты (п. 7 ст. 1 ГрК РФ).
Градостроительный регламент — устанавливаемые в пределах границ соответствующей территориальной зоны виды разрешенного использования земельных участков, равно как всего, что находится над и под поверхностью земельных участков и используется в процессе их застройки и последующей эксплуатации объектов капитального строительства, предельные (минимальные и (или) максимальные) размеры земельных участков и предельные параметры разрешенного строительства, реконструкции объектов капитального строительства, а также ограничения использования земельных участков и объектов капитального строительства (п. 9 ст. 1 ГрК РФ).

### Планировка территории
Подготовка документации по планировке территории осуществляется в отношении застроенных или подлежащих застройке территорий (п. 1 ст. 41 ГрК РФ).
Подготовка проекта планировки территории осуществляется для выделения элементов планировочной структуры (кварталов, микрорайонов, иных элементов), установления параметров планируемого развития элементов планировочной структуры (п. 1 ст. 42 ГрК РФ).
Подготовка проектов межевания территорий осуществляется применительно к застроенным и подлежащим застройке территориям, расположенным в границах элементов планировочной структуры, установленных проектами планировки территорий (п. 1 ст. 43 ГрК РФ).
Подготовка градостроительных планов земельных участков осуществляется применительно к застроенным или предназначенным для строительства, реконструкции объектов капитального строительства земельным участкам (п. 1 ст. 44 ГрК РФ).